# Beretta Model 3
Beretta Model 3 là loại súng tiểu liên do Ý chế tạo. Nó được chế tạo trong giai đoạn 1956 đến 1959 với nền là khẩu Beretta Model 38/42 trong chiến tranh thế giới thứ hai nhưng đã được thiết kế lại để có thể sản xuất một cách hiệu quả hơn. Các báng súng bằng gỗ cố định của Beretta Model 38/42 đã được thay thế bằng báng súng thép có thể gấp. Một tay cầm ở nơi gắn hộp đạn được thêm vào để tránh việc xạ thủ nắm vào băng đạn.
Nó có hai cò súng, một để bắn từng viên và một để bắn tự động. Nòng súng có 6 rãnh xoắn để ổn định dường đạn. Tầm bắn hiệu quả của loại súng này là khoảng 200 m. Beretta Model 3 sử dụng loại đạn 9 mm Para và hộp đạn rời 20 đến 40.
Nó đã bị thay thế bởi khẩu Beretta Model 12 vào năm 1959.